# 东安村 (霞浦县)
东安村，是中国福建省宁德市霞浦县溪南镇下辖的行政村，亦是一个基于海岛建立的行政村，坐落于东吾洋东安岛之上，北临溪南镇半月里村，南望霞浦县东冲半岛，有“海上威尼斯”之称。

## 历史
东安村本名东蚶村，清朝康熙年间，来自今百苋村的村民叶永发迁入岛内，被认为是东安岛居民的始祖，今岛上大部分居民为叶姓人。东安村清属霞浦县四十九五十都（原四十九都、五十都合并而来），民国时期改称东庵村，先后属霞浦县中南区及溪南镇下辖。1941年东安惨案发生后，当地居民大多数迁往内陆，中华人民共和国成立后才迁回，东庵村也改名为东安村。
2019年，由东安村民自筹资金加省市县财政补贴建造的东安大桥通车，与西侧的溪南镇相连，东安村自此与大陆得以相互往来。2021年开始建造的 宁上高速霞浦段则将贯通东安岛，与东冲半岛相连。